# Lupita Nyong'o
Lupita Amondi Nyong'o (* 1. března 1983, Ciudad de México) je herečka a režisérka mexického a keňského původu. Po absolvování na Hampshire College s bakalářským titulem ve filmových a divadelních studiích pracovala jako produkční asistentka na několika hollywoodských filmech. V roce 2008 přišel její herecký debut v krátkém filmu East River a o rok později si zahrála v keňském televizním seriálu Shuga. Ve stejném roce také napsala, produkovala a režírovala dokumentární film In My Genes.
Získala herecký titul na Yaleově univerzitě, na což navázala její první role v celovečerním filmu 12 let v řetězech režiséra Steva McQueena, kterou vstoupila do povědomí veřejnosti a obržela Oscara za nejlepší ženský herecký výkon ve vedlejší roli.
V roce 2014 se stala „vítězkou“ ankety o nejkrásnější ženu, kterou každoročně vyhlašuje magazín People. V roce 2015 si poprvé zahrála na Broadwayi a to ve hře Eclipsed. Za roli získala nominaci cenu Tony v kategorii nejlepší ženský výkon ve hře. V roce 2018 si zahrála v úspěšném filmu Black Panther a měla by se objevit i v pokračování Black Panther: Wakanda nechť žije.

## Filmografie

### Jako herečka

#### Filmy
| Rok  | Název                             | Role                | Poznámky            |
| ---- | --------------------------------- | ------------------- | ------------------- |
| 2008 | East River                        | F                   | Krátký film         |
| 2013 | 12 let v řetězech                 | Patsey              |                     |
| 2014 | Non-stop                          | Gwen Lloyd          |                     |
| 2015 | Star Wars: Síla se probouzí       | Maz Kanata          |                     |
| 2016 | Kniha džunglí                     | Raksha (hlas)       |                     |
| 2016 | Královna z Katwe                  | Nakku Harriet       |                     |
| 2017 | Star Wars: Poslední z Jediů       | Maz Kanata          |                     |
| 2018 | Black Panther                     | Nakia               |                     |
| 2018 | Jack: Part One                    | Obr                 | krátkometrážní film |
| 2019 | Little Monsters                   | Slečna Caroline     |                     |
| 2019 | My                                | Adelaide Wilson/Red |                     |
| 2019 | Star Wars: Vzestup Skywalkera     | Maz Kanata          |                     |
| 2022 | The 355                           | Khadijah Adiyeme    |                     |
| 2022 | Black Panther: Wakanda nechť žije | Nakia               |                     |
| 2024 | Rozzum v divočině                 | Rozzum (hlas)       |                     |

#### Televize
| Rok        | Název                    | Role              | Poznámky                              |
| ---------- | ------------------------ | ----------------- | ------------------------------------- |
| 2009–2012  | Shuga                    | Ayira             | Minisérie, 5 dílů                     |
| 2017–2018  | Star Wars: Síly osudu    | Maz Kanata (hlas) | 36 dílů                               |
| 2018       | Star Wars Povstalci      | Maz Kanata (hlas) | díl: „A World Between Worlds“         |
| 2019–dosud | Serengeti                | Vypravěč          | dokumentární seriál                   |
| 2021       | Super Sema               | Sema (hlas)       | 4 díly, také výkonná producentka      |
| 2021       | Kdo jsi, Charlie Browne? | Vypravěč          | dokumentární seriál                   |
| 2022       | Lidské zdroje            | Asha (hlas)       | díl: „Mezinárodní konference kreatur“ |

#### Divadlo
| Rok  | Název           | Role    | Poznámky                                                                 |
| ---- | --------------- | ------- | ------------------------------------------------------------------------ |
| 2015 | Eclipsed        | dívka   | The Public Theatre, mimo-Brodway, od 29. září 2015 do 29. listopadu 2015 |
| 2016 | Eclipsed        | dívka   | John Golden Theatre, Broadway, od 23. února 2016 do 19. června 2016      |
| 2021 | Romeo Y Julieta | Julieta | The Public Theatre, mimo-Brodway, od 18. března 2021 do 18. března 2022  |

### Videohry
| Rok  | Název                             | Role       | Poznámky |
| ---- | --------------------------------- | ---------- | -------- |
| 2016 | Lego Star Wars: The Force Awakens | Maz Kanata |          |

### Jako členka filmového štábu
| Rok  | Název                    | Funkce, role                         | Notes             |
| ---- | ------------------------ | ------------------------------------ | ----------------- |
| 2005 | Nepohodlný               | Asistentka produkce                  |                   |
| 2006 | Jmenovec                 | Asistentka produkce                  |                   |
| 2007 | Where God Left His Shoes | Asistentka produkce                  |                   |
| 2009 | In My Genes              | Scenáristka, producentka a režisérka | Dokumentární film |
| 2009 | The Little Things You Do | Režisérka                            | Videoklip         |